# Слива домашняя 'Адмирал де Риньи'
Слива домашняя 'Адмирал де Риньи' — старинный сорт сливы домашней.

## Происхождение
Происхождение неизвестно. Г. Лигель получил этот сорт в 1837 году из Французского питомника Баумана.

## Биологическое описание
Дерево относительно больших размеров, выносливое, образует мощный ствол, растёт быстро. 
Цветки относительно крупные. 
Плоды красивые, среднего-крупного размера, округло-яйцевидной формы, с беловато-матовым налётом. Плодоножка средней длины, слегка изогнутая, не толстая. воронка довольно глубокая. Кожица толстая, прозрачная, сдирается, кисловатая на вкус, желтовато-зелёная в беловатых и красноватых точках, полосках и пятнышках. Мякоть душистая, зеленовато-жёлтая, нежная, мягкая, сочная и сладкая. С мускусным привкусом. Косточка не свободная, часто приросшая к мякоти.

## В культуре
Урожайность высокая. На юге России плоды созревают во второй половине августа.